# Gymnosiphon

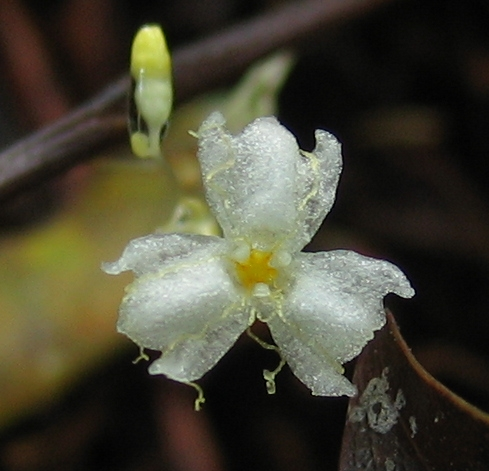
Gymnosiphon longistylus, Kamerun

Gymnosiphon ist eine Pflanzengattung aus der Familie der Burmanniaceae. Die Gattung ist mit rund 25 Arten die zweitgrößte der Familie.

## Beschreibung
Die Arten der Gattung sind höchstens bis zu 30 Zentimeter hohe, chlorophylllose krautige Pflanzen, ihr zylindrisches Rhizom ist knollenartig und dicht mit kleinen, schmal eiförmigen bis dreieckigen Schuppenblättern und fadenförmigen Wurzeln besetzt. Die Blätter sind klein, ungestielt, schuppenartig und eiförmig bis lanzettlich-eiförmig.
Der Blütenstand ist ein endständiger Doppel-Wickel mit 1 bis 48 meist gestielten, aufrechten Blüten, an seinem Ansatz wird er von zwei Tragblättern umklammert. Die Grundfarbe der stieltellerförmigen Blüten ist weiß, gelegentlich findet sich zusätzlich gelb oder blau, sie erreichen eine Länge von 3,2 bis 15 Millimeter. Der obere Teil des Perianths ist circumscissil, es werden also alle oberhalb der Blütenröhre gelegenen Blütenelemente abgeworfen und eine „nackte Blütenröhre“ hinterlassen. Die äußeren Blütenhüllblätter sind dreigelappt, die beiden Lappen am Rand sind in der Knospe eingerollt, die inneren Blütenhüllblätter sind deutlich kleiner als die äußeren und gelegentlich angeschwollen.
Die drei Staubbeutel sind sitzend und setzen 0,5 bis 1,5 Millimeter unterhalb der Ansatzstelle des inneren Blütenblattkreises an, das Konnektiv ist breit eiförmig bis breit umgekehrt-eiförmig, 0,2 bis 0,5 Millimeter lang und 0,1 bis 0,6 Millimeter breit, meist ohne Appendix. Der Griffel ist zur Spitze hin zu drei Enden verzweigt, die in hufeisenförmigen Narben mit am Ende je zwei fadenförmigen und gewundenen Appendizes auslaufen, die allerdings gelegentlich fehlen können.
Der Fruchtknoten ist einkammerig. Auf der aufrechten bis nickenden, runden bis elliptischen Kapselfrucht sitzt der Blütenrest. Die staubfeinen Samen sind grau-schwarz, elliptisch bis fadenförmig mit sich verjüngender Spitze, 0,2 bis 0,9 Millimeter lang und 0,09 bis 0,6 Millimeter breit und ausgesprochen kurzem Funiculus.
Der Aufbau der Blüte begünstigt Selbstbestäubung, die Samen werden verbreitet durch den Wind (Granometeorochorie) bzw. durch das Wasser.

## Verbreitung
Die Gattung ist in den tropischen Regenwäldern der Neotropis, Asiens und Afrikas in Höhenlagen von Meereshöhe bis auf 1100 Meter (Gymnosiphon suaveolens bis 2300 Meter) beheimatet, Diversitätszentrum ist mit rund 15 Arten die Neotropis. Dort finden sich Gymnosiphon-Arten von Süd-Mexico über Bolivien, Venezuela, Guyana und Brasilien, aber auch auf Trinidad und den Antillen.
Die amerikanischen Arten finden sich häufig in Mora-Wäldern, in der Caatinga aber auch auf weißem Sand.

## Status / Gefährdung
Auf der Roten Liste der IUCN standen 1997 drei Arten der Gattung Gymnosiphon als „Rare“ (= „Selten“), in neueren Auflagen der Roten Liste tauchen sie jedoch nicht mehr auf.

## Systematik und Verbreitung
In Jonkers monographischer Bearbeitung der Familie 1938 wurde die Gattung in die Tribus Burmannieae, Untertribus Apterieae eingeordnet und in die Sektionen Eugymnosiphon und Ptychomeria unterteilt, die letztere wurde noch einmal in zwei Untersektionen untergliedert, die Inappendiculati und die Appendiculati. Spätere Bearbeiter folgten dieser Unterteilung jedoch nicht und nahmen von einer Sektionierung der Gattung Abstand.
Molekulargenetischen Untersuchungen zufolge sind die beiden Arten der Gattung Cymbocarpa in Gymnosiphon einzugliedern, eine entsprechende Bearbeitung steht jedoch noch aus. Arten der Gattung sind:
- Gymnosiphon affinis J.J. Sm.: Sie kommt in Neuguinea vor.[5]
- Gymnosiphon afro-orientalis Cheek: Die 2009 erstbeschriebene Art kommt vom südlichen Tansania bis Sambia vor.[5]
- Gymnosiphon aphyllus Blume: Sie kommt von Malesien bis Taiwan und den Carolinen vor.[5]
- Gymnosiphon bekensis Letouzey: Sie kommt im westlichen und zentralen tropischen Afrika vor.[5]
- Gymnosiphon brachycephalus Snelders & Maas: Sie kommt von Panama bis Ecuador und dem nördlichen Südamerika vor.[5]
- Gymnosiphon breviflorus Gleason: Sie kommt von Costa Rica bis zum tropischen Südamerika vor.[5]
- Gymnosiphon capitatus (Benth.) Urb.: Sie kommt von Guayana bis ins nördliche Brasilien vor.[5]
- Gymnosiphon constrictus Maas & H.Maas: Sie kommt in Gabun vor.[5]
- Gymnosiphon cymosus (Benth.) Benth. & Hook.f.: Sie kommt im tropischen Südamerika vor.[5]
- Gymnosiphon danguyanus H. Perrier: Sie kommt im westlichen Tansania und in Madagaskar vor.[5]
- Gymnosiphon divaricatus (Benth.) Benth. & Hook.f.: Sie kommt vom südlichen Mexiko bis ins tropische Südamerika und auf Trinidad vor.[5]
- Gymnosiphon fimbriatus (Benth.) Urb.: Sie kommt im tropischen Südamerika vor.[5]
- Gymnosiphon guianensis Gleason: Sie kommt in Guayana und in Suriname vor.[5]
- Gymnosiphon longistylus (Benth.) Hutch.: Sie kommt im westlichen und im westlich-zentralen tropischen Afrika vor.[5]
- Gymnosiphon marieae Cheek: Sie kommt in Madagaskar vor. Sie wurde 2008 erstbeschrieben.[5]
- Gymnosiphon minahassae Schltr.: Sie kommt im nördlichen Sulawesi vor.[5]
- Gymnosiphon minutus Snelders & Maas: Sie kommt von Costa Rica bis ins tropische Südamerika vor.[5]
- Gymnosiphon neglectus Jonker: Sie kommt auf Java vor.[5]
- Gymnosiphon niveus (Griseb.) Urb.: Sie kommt auf Inseln in der Karibik vor.[5]
- Gymnosiphon okamotoi Tuyama: Sie kommt auf Palau vor.[5]
- Gymnosiphon oliganthus Schltr.: Sie kommt im nordöstlichen Neuguinea vor.[5]
- Gymnosiphon panamensis Jonker: Sie kommt von Mexiko bis Panama vor.[5]
- Gymnosiphon papuanus Becc.: Sie kommt von Sulawesi bis Palau vor.[5]
- Gymnosiphon pauciflorus Schltr.: Sie kommt in Neuguinea vor.[5]
- Gymnosiphon recurvatus Schltr.: Sie kommt in Guayana vor.[5]
- Gymnosiphon samoritoureanus Cheek: Sie kommt in Guinea und Liberia vor. Sie wurde 2010 erstbeschrieben.[5][6]
- Gymnosiphon sphaerocarpus Urb.: Sie kommt auf Inseln in der Karibik und im brasilianischen Bundesstaat Pernambuco vor.[5]
- Gymnosiphon suaveolens (H.Karst.) Urb.: Sie kommt von Mexiko bis ins westliche Südamerika vor.[5]
- Gymnosiphon tenellus (Benth.) Urb.: Sie kommt in Jamaika und im tropischen Mittel- und Südamerika vor.[5]
- Gymnosiphon usambaricus Engl.: Sie kommt in Tansania und im südöstlichen Kenia vor.[5]

## Botanische Geschichte
Die Gattung Gymnosiphon wurde 1827 durch Carl Ludwig von Blume als zweite Gattung der Burmanniaceae anhand von Gymnosiphon aphyllus erstbeschrieben. Der wissenschaftliche Name leitet sich aus dem Griechischen her altgriechisch γυμνός gymnós, deutsch ‚nackt‘ und σίφων síphon, deutsch ‚Röhre‘ und verweist auf die Eigenart der Arten der Gattung, die Blütenblätter während der Reife abzuwerfen und die Blütenröhre stehen zu lassen.

## Nachweise
- Hiltje Maas-van de Kamer: Burmanniaceae. In: Klaus Kubitzki (Hrsg.): The Families and Genera of Vascular Plants Vol. 3. Berlin 1998, ISBN 3-540-64060-6.
- P. J. M. Maas, H. Maas-van de Kamer, J. van Bentham, H. C. M. Snelders, T. Rübsamen: Burmanniaceae. Flora Neotropica, 1986, Monogr. 42, S. 94 ff.
- Fredrik Pieter Jonker: A monograph of the Burmanniaceae, Meded. Bot. Mus. Herb. Rijks Univ. Utrecht 51: 1–279, 1938
- Pedro Acevedo-Rodriguez, Mark T. Strong (Hrsg.): Monocotyledons and Gymnosperms of Puerto Rico and Virgin Islands. In: Contributions from the United States National Herbarium, 2005, Volume 52, S. 95